# 제21회 부산독립영화제
제21회 부산독립영화제는 2019년 11월 21일에 열린 시상식이다.

## 수상 및 후보

### 대상
- 시발, 영화 - 권혜린 수상

### 심사위원 특별상
- 목요일 - 윤지혜 수상
- 평범한 사물들의 인내심 - 이유빈 수상

### 부산영화평론가협회상
- 해협 - 오민욱 수상

### 관객심사단상
- 파테르 - 이상환 수상

### 연기상
- 포상휴가 - 손용범 수상
- 매듭달 - 권서하 수상

### 기술창의상
- 목요일 - 박진원 수상

### 메이드 인 부산
- 비몽사몽 - 최성환
- 임랑 - 김소영
- 기념사진 - 김아현
- 포상휴가 - 신기헌
- 보담 : 더 나은 삶을 살아라 - 구기현
- 달빛이 나를 비출 때 - 김수지
- 우리동네 - 이준상
- 그 후 - 허상욱
- 진수 - 변소영
- 목요일 - 윤지혜
- 평범한 사물들의 인내심 - 이유빈
- 언젠가 설명이 필요한 밤 - 최성은
- 매듭달 - 김혜정
- 시발, 영화 - 권혜린
- 파테르 - 이상환
- 모아쓴일기 - 장경환

### 딥포커스
- 귀여워 - 김수현
- 연소, 석방, 폭발, 대적할 이가 없는 - 김수현
- 우리 손자 베스트 - 김수현

### 부산독립장편영화
- 언더그라운드 - 김정근
- 해협 - 오민욱
- 펀치 볼 - 김영조

### 지역독립영화
- 미수금 - 유훈영
- 오늘과 내일 - 유하은
- FOR SALE - 이용섭
- 밸브를 잠근다 - 박지혜

### 한국독립다큐멘터리
- 개의 역사 - 김보람
- 한국인을 관두는 법 - 안건형
- 12 하고 24 - 김남석
- 아이 바이 유 바이 에브리바디 - 김남석 외 1명
- 나르시스의 죽음 - 김응수
- 스크린 너머로 - 김응수